# Vieillevigne (Alta Garonna)
Vieillevigne è un comune francese di 313 abitanti situato nel dipartimento dell'Alta Garonna nella regione dell'Occitania.

## Società

### Evoluzione demografica
Abitanti censiti